# Kombou
Kombou est un village du Cameroun situé dans la commune de Babadjou, département des Bamboutos et la région de l'Ouest.

## Géographie
Le village est traversé par la route nationale 6 (axe Mbouda Bamenda) à 9,5 km au nord du centre urbain de Babadjou.

## Enseignement
La localité compte en 2012, une école maternelle, deux écoles primaires publiques Kombou A et Kombou B, deux écoles primaires confessionnelles Kombou et Kombou Cebec To'otchi.

## Santé
Le CSI centre de santé intégré de Kombou et le centre de santé communautaire de Babadjou-Kombou relèvent de l'aire de Santé de Balépo dans le district de santé de Mbouda.

## Cultes
L'Eglise Évangélique du Cameroun y est présente avec la paroisse de Kombou créée en 1936. Elle appartient à la Région synodale des bamboutos et Nord ouest. Elle est conduite depuis Septembre 2024 par le Pasteur Yannick NTANKEU 
La paroisse catholique Christ-Sauveur de Kombou relève de la doyenné de Mbouda du diocèse de Bafoussam.

## Économie
En 2019, la localité est célébrée comme un centre de production du poireau par la CRTV, Kombou, capitale de la culture du poireau au Cameroun.